# Ẩn sĩ trang trí

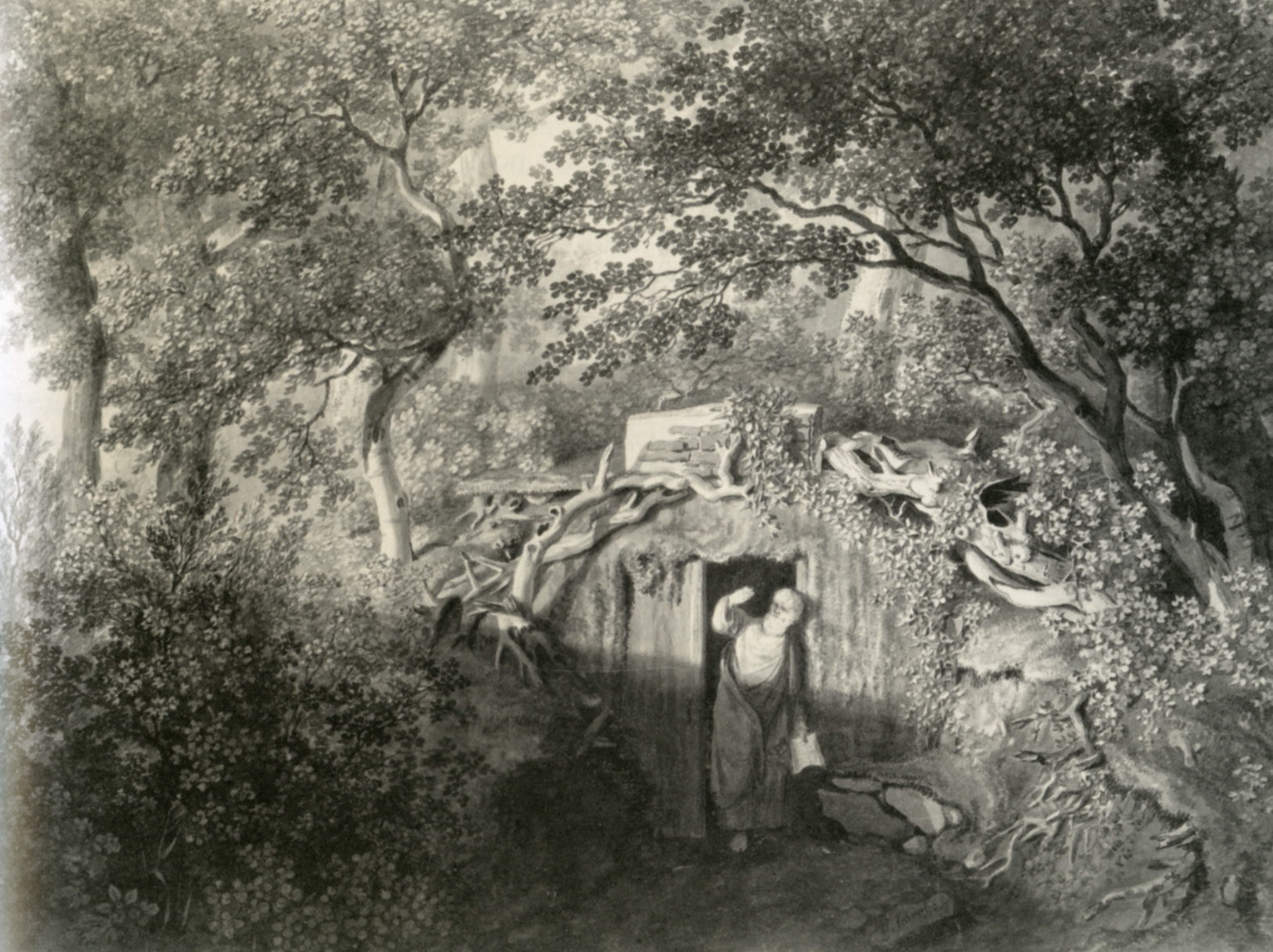
Một vị ẩn sĩ trong vườn

Ẩn sĩ trang trí (Ornamental hermit) hay Ẩn sĩ trong vườn (Garden hermit) là những người tu tập được khuyến khích sống một mình trong những ẩn thất, tháp đá, hang trú, thuỷ động, hoặc vườn tược trên khu đất của những người giàu có hay những chủ đất để trông vườn kết hợp với làm cảnh, tô điểm thêm điểm nhấn cho khu vườn sống động. Những ẩn sĩ như vậy sẽ được khuyến khích ở lại dài ngày tại một chỗ nhất định, nơi họ có thể được cấp dưỡng cho thức ăn, chăm sóc và có thể được yêu cầu phải tiếp đón khách để giảng đạo lý, đưa ra lời khuyên hoặc đơn thần chỉ sinh hoạt bình thường cho người khách quan sát cuộc sống và sinh hoạt của những vị ẩn sĩ này nhằm thoả trí tò mò hiếu kỳ. Việc nuôi một ẩn sĩ trang trí thịnh hành chủ yếu trong thế kỷ XVIII, ngay cả trong thế kỷ XVIII và XIX, những vị ẩn sĩ trong vườn vẫn là những điều mới lạ và lập dị. Hang trú đã trở nên phổ biến hơn trong thế kỷ XVIII như là nơi để thiền định, thư giãn và suy ngẫm. Xu hướng này tiếp tục kéo dài đến những năm 1830, khi ý tưởng này trở nên ít phổ biến hơn khi các khái niệm cảnh quan bất động sản thịnh hành. 

## Tổng quan
Với sự tập trung ngày càng nhiều vào những giá trị vật chất của chủ nghĩa công nghiệp và sản xuất, thiền định trong vườn chiêm niệm được một số người coi là một sự xa hoa, thanh cảnh. Với việc thiếu thời gian rảnh rỗi kết hợp với thu nhập khả dụng ngày càng tăng, sự phổ biến của cảnh quan sân vườn "tự nhiên" và sự nổi lên của văn hóa tân cổ điển đã hình thành một môi trường trong đó ý tưởng về những người ẩn dật trong vườn như những vị khách mới lạ đã trở thành phổ biến. Ban đầu, các ẩn sĩ chỉ được thể hiện hoặc gợi ý đơn giản hơn là được nhân cách hóa bên ngoài một nơi an trú hoặc hang động với cảnh quan gồm một chiếc bàn và ghế nhỏ, kính đọc sách và một văn bản cổ điển có thể được đặt gợi ý rằng đó là nơi một vị ẩn sĩ sống. Các ẩn sĩ đôi khi được yêu cầu sẵn sàng tiếp đón khách, trả lời các câu hỏi và đưa ra lời khuyên. Trong một số trường hợp, các ẩn sĩ sẽ không giao tiếp với du khách, thay vào đó họ hoạt động như một vở kịch câm trên sân khấu cho những người hiếu kỳ quan sát trực tiếp.
Giáo sư Gordon Campbell của Đại học Leicester gợi ý rằng Francis của Paola là một trong những người đầu tiên có xu hướng, sống như một ẩn sĩ vào đầu thế kỷ XV trong một hang động trên khu đất của cha mình. Sau đó, ông phục vụ với tư cách là người bạn tâm tình và cố vấn cho Vua Charles VIII. Sau đó, trên khắp Pháp, dinh thự của các công tước và các lãnh chúa khác thường bao gồm các nhà nguyện nhỏ hoặc các tòa nhà khác nơi cư dân ẩn sĩ có thể ở lại tham dự. Theo Campbell, khu đất đầu tiên có ẩn thất nổi tiếng (bao gồm một ngôi nhà nhỏ, nhà nguyện và khu vườn) là Château de Gaillon, được Charles Cardinal de Bourbon cải tạo vào thế kỷ XVI. Vào những năm 1590, Đệ nhất Nam tước Burghley là William Cecil và Bá tước thứ nhất của Salisbury là Robert Cecil hai lần chào đón Elizabeth I đến Theobalds House gần Luân Đôn. Những người ẩn dật trong vườn (ẩn sĩ làm cảnh) trở nên phổ biến với thị hiếu của tầng lớp quý tộc Anh trong thế kỷ XVIII và đầu thế kỷ XIX. Các tài liệu đương thời cho rằng Gia đình Weld nuôi giữ một ẩn sĩ trang trí trong một ẩn thất được xây dựng ở Dorset. Welds cũng duy tu một pháo đài và bến cảng "bắt chước" bên cạnh một hồ nước liền kề. Cả Painshill và Hawkstone Park đều được biết đến đã thuê những ẩn sĩ trang trí. Người ở Painshill được Charles Hamilton thuê với nhiệm kỳ bảy năm với những điều kiện nghiêm ngặt, kéo dài ba tuần cho đến khi ông bị sa thải sau khi bị phát hiện trong một quán rượu địa phương.